# 希塔納山-內格羅角國家公園
37°06′14″N 8°58′51″E / 37.1039°N 8.9808°E

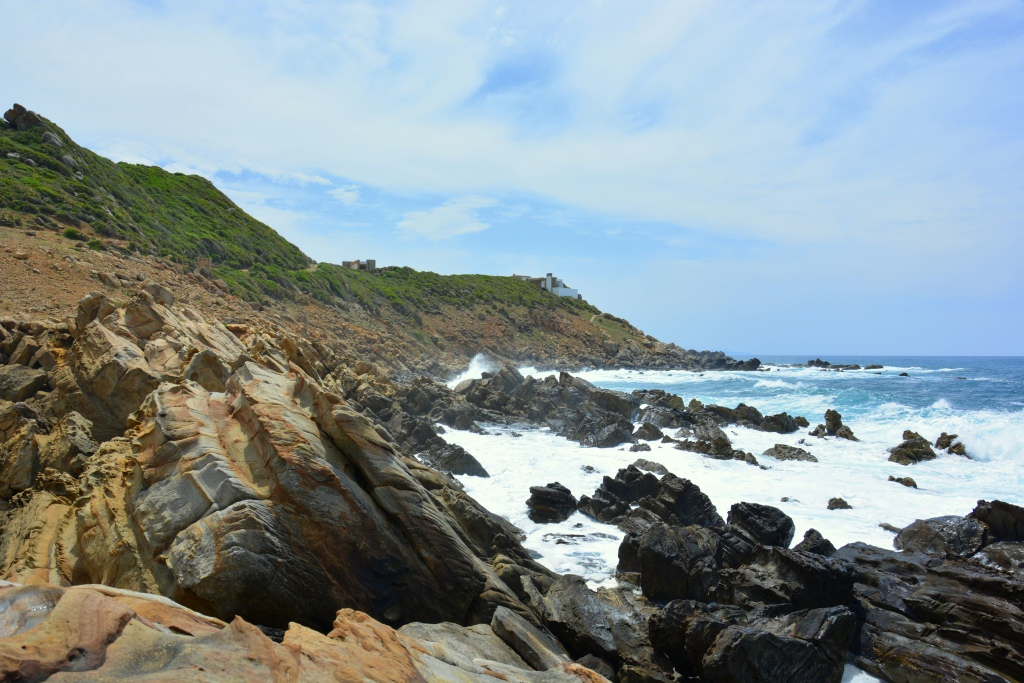

希塔納山-內格羅角國家公園是突尼西亞的國家公園，位於該國北岸，處於比塞大省，成立於2010年7月5日，面積101平方公里，有巴巴里馬鹿等野生動物棲息。